# Hermitage, Arkansas
Hermitage là một thị trấn thuộc quận Bradley, tiểu bang Arkansas, Hoa Kỳ. Năm 2010, dân số của thị trấn này là 830 người.

## Dân số
- Dân số năm 2000: 769 người.
- Dân số năm 2010: 830 người.